# Sasho Petrovski
Sasho Petrovski (* 5. März 1975 in Bankstown) ist ein australischer ehemaliger Fußballspieler mit mazedonischen Vorfahren. Er steht in der A-League bei den Newcastle United Jets unter Vertrag.

## Vereinskarriere
Nach seiner Jugendzeit in Mazedonien begann er seine Karriere bei den Parramatta Eagles in der damaligen ersten australischen Liga, der National Soccer League. In insgesamt 94 Spielen bei diversen Vereinen erzielte der Stürmer 47 Tore, 2000/01 wurde er als bester Torschütze ausgezeichnet. Dadurch wurde der dänische Verein Viborg FF auf ihn aufmerksam, für den er in 2 Jahren immerhin 14-mal traf. In der neugegründeten A-League etablierte er sich bei seinen Vereinen stets als Stammspieler. Zu Beginn der AFC-Champions-League-Saison 2009 wechselte er zu den Newcastle Jets.

## Internationale Karriere
Petrovski lief bisher zweimal in einem Länderspiel auf. 2001 debütierte er im Spiel gegen Japan; in seinem zweiten und bisher letzten Spiel im August 2006 gegen Kuwait schoss er ein Tor.

## Erfolge
Mit den Central Coast Mariners:
- A-League Premiership: 2007/08

Mit Sydney FC:
- A-League Meisterschaft: 2005/06
- Oceania Club Championship: 2004/05

Mit den Wollongong Wolves:
- NSL-Meisterschaft: 1999/00, 2000/01
- Oceania Club Championship: 2000/01

Persönliche Erfolge:
- Torschützenkönig der National Soccer League: 2000/01 mit den Wollongong Wolves – 20 Tore